# Viacheslav Kébich
Viacheslav Frántsevich Kébich (en bielorruso: Вячаслаў Францавіч Кебіч, [vʲatʂaˈslaw kˈʲɛbʲitʂ]; en ruso: Вячесла́в Фра́нцевич Ке́бич; Koniuszewszczyzna, cerca de Valózhyn, Polonia, 10 de junio de 1936-Minsk, Bielorrusia, 9 de diciembre de 2020) fue un político bielorruso, primer ministro de Bielorrusia entre 1991 y 1994.

## Biografía
Nació el 10 de junio de 1936 en el pueblo de Konyushevshchina (actual provincia de Minsk). En 1958 se graduó en el departamento de ingeniería del Instituto Politécnico de Bielorrusia. Estudió en la Escuela Superior del Partido del Comité Central del Partido Comunista de la RSS de Bielorrusia.
Antes de iniciar su carrera como político, Kébich trabajó como ingeniero.

### Primer ministro de Bielorrusia
Fue el primer ministro de Bielorrusia, desde 1991 hasta 1994, habiendo ocupado el cargo equivalente al de secretario general de la Bielorrusia soviética desde 1990. Durante su cargo mantuvo una postura prorrusa. Kébich fue uno de los redactores y firmantes del Tratado de Belavezha, que terminó efectivamente con la Unión Soviética y fundó la Comunidad de Estados Independientes.  A principios de febrero de 1994 declaró que «continuaría haciendo campaña por una unión monetaria con [Rusia], como siempre lo he hecho y lo sigo haciendo. No es solo una cuestión de circunstancias económicas. Estamos unidos por los vínculos espirituales más cercanos;  tenemos una historia común y culturas similares». A inicios de marzo de 1994, dijo al parlamento que las relaciones de Rusia y Bielorrusia en Minsk, eran prioridad básica de política exterior, «a causa de la comunidad de la cultura de ambos países, los intereses idénticos de dos pueblos fraternales».

### Otros cargos
Kébich fue también uno de dos candidatos en la etapa final de las elecciones presidenciales de 1994, pero fue derrotado por Aleksandr Lukashenko por un gran margen de diferencia. Después de aquella elección, dirigió el comercio bielorruso y la Unión Financiera y fue miembro de la Cámara de Representantes. 
Falleció el 9 de diciembre de 2020 a causa de la COVID-19.